# FC Granada (Frauenfußball)
Die Frauenfußballabteilung vom FC Granada wurde im Jahr 2003 gegründet.

## Geschichte
Die Frauenfußballabteilung des FC Granada wurde 2003 gegründet, bestritt zunächst die andalusische Regionalliga und stieg zur Saison 2004/05 bereits in die zweite Spielklasse auf. Die Spielzeit 2012/13 beendete die Mannschaft auf Platz eins der Gruppe vier und qualifizierte sich damit erstmals für das Aufstiegs-Playoff. Bei diesem setzte sich der FC Granada im Halbfinale mit 3:2 nach Hin- und Rückspiel gegen CD Charco del Pino durch und traf im Endspiel auf Oviedo Moderno. Nach einem 0:0 im Hinspiel, konnten sich die Andalusierinnen im Rückspiel mit 1:0 durchsetzen und stiegen so erstmals in die Primera División auf. In der höchsten Spielklasse konnte sich der FC Granada nur eine Saison halten, mit fünf Siegen und sieben Unentschieden in 30 Runden belegte die Mannschaft den 15. und vorletzten Platz und stiegen somit wieder in die Segunda División ab. In dieser konnte sich das Team auch nach den beiden Reduktionen der Teilnehmer in den Jahren 2019 (von 112 auf 32 Mannschaften) und 2022 (von 32 auf 16) halten.

## Erfolge
| Andalusischer Pokal | (1×): | 2021 |

## Bekannte Spielerinnen
- Mariela Coronel